# روابط خانوادگی (فیلم)
روابط خانوادگی (انگلیسی: Family Ties) فیلمی در ژانر درام است که در سال ۲۰۰۶ منتشر شد. از بازیگران آن می‌توان به گونگ هیو جین اشاره کرد. این فیلم به سه پرترهٔ مختلف از خانواده تقسیم شده است. همچنین این فیلم جایزه اسکندر طلایی را در جشنواره بین‌المللی فیلم تسالونیکی به دست آورده است.